# Zosja El Rhazi
Zofia Miriam Franciska (Zosja) El Rhazi (Amersfoort, 5 mei 1981) is een Nederlandse zangeres en stemdocente. Ze was deelnemer aan het eerste seizoen van de talentenjacht Idols.

## Jeugd
Zosja was al op jonge leeftijd actief in de muziek. Ze deed onder andere mee aan een editie van het muziekproject Kinderen voor Kinderen[dode link]. Op de middelbare school volgde ze de HAVO en leerde ze het bespelen van de piano, viool en drums. Na de middelbare school volgde ze 2,5 jaar de theaterschool in Utrecht.

## Idols
Zosja was vanaf de eerste ronde een van de favorieten van de jury, maar kwam aanvankelijk niet verder dan de workshopronde. Hierin werd ze door het publiek als vierde van haar groep gekozen en daardoor mocht ze niet meedoen aan de liveshows.
Deelnemer Roger kon zich echter niet vinden in het hem aangeboden contract en trok zich zo terug uit het programma. Daardoor schoof Zosja door naar de derde plaats en kon ze toch deelnemen aan de liveshows. Ze eindigde op 11 januari als 10de.

### Gezongen bij Idols
- Auditie: Alanis Morissette - You oughta know
- Theater: Nirvana - Smells like teen spirit
- Workshop: Skunk Anansie - Weak
- Eerste liveshow: 4 Non Blondes - What's up

## Phileine zegt sorry
Ondanks haar korte Idols-avontuur kreeg Zosja, onder de hoede van jurylid Henkjan Smits, toch een platencontract bij BMG aangeboden. Hiervoor nam ze de cd Phileine's Choice op; een combinatie van covers en nieuw materiaal. Het album deed tevens dienst als soundtrack voor de speelfilm Phileine zegt sorry, gebaseerd op het gelijknamige boek van Ronald Giphart.
Op 22 september 2003 verscheen haar single I'm sorry, die de 51e plaats behaalde in de Top 100. Van februari tot december dat jaar was ze zangeres bij de feestband Jamsquare.

## Verdere carrière
Ze ging daarna jazz studeren aan het Conservatorium van Amsterdam, waar ze in 2008 summa cum laude afstudeerde met een 10 voor het hoofdvak Zang.
Tegenwoordig treedt ze onder andere op met haar Jazzduo Zosja, haar jazzkwartet ZZAZZ, Beatsclassics en DeJaVu JazzLoungeGroup. Ze is als hoofdvakdocente Zang verbonden aan het Artez Conservatorium.